# Dirk Cornelis Geijskes

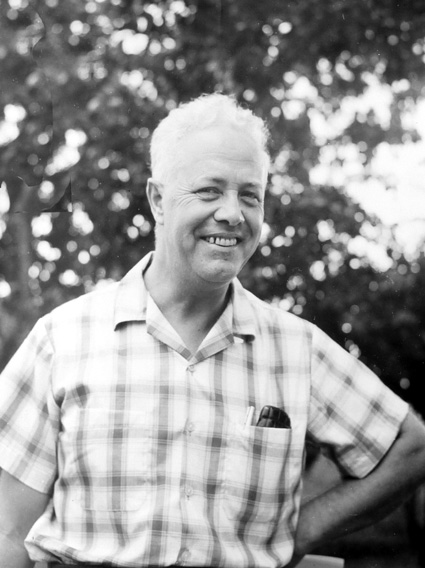
Dirk Geijskes, rond 1960

Dirk Cornelis Geijskes (Kats, 16 mei 1907 - 27 september 1985) was een Nederlandse entomoloog en etnoloog.
Dirk Geijskes (roepnaam: Dick) promoveerde in 1935 magna cum laude aan  de Universität Basel in Bazel in Zwitserland. Van 1938 tot 1965 was hij werkzaam in Suriname. Hij was eerst actief bij het Landbouwproefstation als onderzoeker van plaaginsecten van landbouwgewassen. In deze hoedanigheid heeft hij de mijt Brevipalpus phoenicis wetenschappelijk beschreven. In 1954 werd hij directeur van de stichting Wetenschappelijk onderzoek Suriname en de Nederlandse Antillen (Wosuna) en was hij als gouvernementsbioloog verbonden aan het Surinaams Museum, waarvan hij tevens directeur werd.
Geijskes was expeditieleider van vele wetenschappelijke expedities in Suriname, waarbij hij zich ook bezighield met het verzamelen van etnologische, archeologische en biologische gegevens. Hij leidde onder andere de opgravingen in Hertenrits. 
Toen hij in 1965 terugkeerde in Nederland  werd hij medewerker van het Rijksmuseum van Natuurlijke Historie, waarvoor hij in 1967 conservator van de libellencollectie werd. Hij heeft daar een deel van zijn zeer grote collectie van Surinaamse libellen bewerkt en geordend. Hij publiceerde verder in 1983 een standaardwerk over de Nederlandse libellen. 
Tussen 1959 en 1965 was hij als correspondent lid van de Koninklijke Nederlandse Akademie van Wetenschappen. Hij heeft meer dan 120 publicaties op zijn naam staan, waarin hij tien nieuwe libellensoorten en een nieuw libellengenus Lauromacromia heeft beschreven. 
Er zijn 25 plant- en diersoorten naar hem vernoemd, o.a. een kikkersoort Cochranella geijskesi en een vissensoort Dasyatis geijskesi die beide op de IUCN lijst van bedreigde soorten staan.
In 1960 werd hij benoemd tot Ridder in de Orde van Oranje-Nassau. Bij zijn afscheid van Suriname in 1965 werd dit verhoogd tot Officier in de Orde van Oranje-Nassau.

## Selectie van werken
- Faunistisch-ökologische Untersuchungen am Roserenbach bei Liestal im Basler Tafeljura:  Ein Beitrag zur Ökologie der Mittelgebirgsbäch proefschrift (1935)
- Über den Bau der Nester von Atta cephalotes L. und Atta sexdens L. (Hym. Formicidae) Gerold Stahel & D.C. Geijskes (1939)
- Voorraadsinsecten van rijst in Suriname met aanwijzingen ter bestrijding (1940)
- De parasolmieren en hunne bestrijding Gerold Stahel & D.C. Geijskes (1940)
- Six mostly new Zygopterous nymphs from the coastland waters. Notes on Odonata of Surinam (1941)
- Observations on Temperature in a Tropical River (1942)
- Resultaten van een onderzoek naar wilde Hevea-boomen in het stroomgebied van de Boven-Coppename (1946)
- On the structure and origin of the sandy ridges in the coastal zone of Suriname (1952)
- De landbouw bij de Bosnegers van de Marowijne (1954)
- Met de Oajana's op stap. Verslag van een reis naar de Litani (Boven-Marowijne) in Suriname (1956)
- Stichting Surinaams Museum 1947 - 1957 (1957)
- De expeditie naar de Tafelberg in 1958 (1959)
- Archeologische vondsten van de zandritsen bij de Commetewanekreek (distr. Commewijne) in Suriname (1961)
- Zoölogisch onderzoek van Suriname: 1955-1965 (1967)
- Ecological Reconnaissance, Appendices to feasibility study of hydro-electric development in Western Surinam (1973)
- De libellen van Nederland (Odonata)  D.C. Geijskes & J. van Tol (1983)